# Цифровая трансформация
Цифровая трансформация (англ. digital transformation, DT или DX) — процесс внедрения организацией цифровых технологий, сопровождаемый оптимизацией системы управления основными технологическими процессами. Цифровая трансформация призвана ускорить продажи и рост бизнеса или увеличить эффективность деятельности организаций, не относящихся к чисто коммерческим (например, университетов и других образовательных учреждений). Показателем цифрового развития организации, характеризующим степень и успешность его цифровой трансформации, является уровень цифровой зрелости организации.

## Понятие «Цифровая трансформация»
«Цифровая трансформация» не имеет чёткого определения, а с течением времени получает всё больше толкований.
В узком смысле «цифровое преобразование» может означать «безбумажный офис» или достижение «цифровой зрелости бизнеса», влияя как на отдельные предприятия, так и на целые сегменты общества, такие как правительство, массовые коммуникации, искусство медицина и наука.
Цифровые решения не только совершенствуют и поддерживают традиционные методы, а стимулируют появление новых видов инноваций и творчества.
Уровень цифровой трансформации предприятий различается по странам. Согласно индексу отраслевого оцифровки индекса McKinsey Global Institute на 2016 год Европа реализовала 12% своего цифрового потенциала, а США — 18%. В ведущих экономиках Европы есть некоторые отличия: согласно исследованию, Германия работает на уровне 10% от своего цифрового потенциала, тогда как Великобритания почти сравнима с США на уровне 17%.
Цифровая трансформация является главной проблемой и возможностью. Планируя проведение цифровых преобразований, организации должны учитывать культурные изменения, с которыми они могут столкнуться, поскольку работники и организационные лидеры еще только приспосабливаются к незнакомым технологиям. Цифровая трансформация со своим низким порогом входа создала уникальные вызовы и возможности для рынка, усиливая конкуренцию между предприятиями.
Определяющим фактором цифровой трансформации является ее темп. Соотнесение скорости развития технологий и, как следствие, социально-экономических и инфраструктурных трансформаций с человеческой жизнью позволяет констатировать качественный скачок скорости развития, знаменующий переход в новую темпоральную эпоху.

## Трансформация
Одна из проблем при количественном определении цифровой трансформации заключается в понимании того, идет ли речь об организации или об информационных технологиях, поскольку цифровая трансформация — это не эволюция технологий, а целостное изменение бизнеса, затрагивающее всю организацию.
Трансформация цифровых технологий происходит тогда, когда вся организация меняет методы своей работы, с тем чтобы обеспечить большую ценность для своих заинтересованных сторон. Тип технологии, которая будет способствовать успешной трансформации, является второстепенным вопросом.

## Цифровая трансформация в государственном секторе
Процессы цифровой трансформации в государственном секторе вместе с потребностью в быстром создании и развитии цифровых продуктов, управлении цифровыми услугами требуют переосмысления подходов к организационно-функциональным структурам органов государственного управления, отвечающих за цифровую трансформацию, а также к составу цифровых команд.
С реализацией национальной программы «Цифровая экономика Российской Федерации» в федеральных органах исполнительной власти появились заместители руководителей по цифровой трансформации.

## Модель управления при реализации проектов цифровой трансформации
Реализация проектов цифровой трансформации должна обеспечивать эффективное управление по следующим направлениям: люди и компетенции, процессы и их оптимизация, данные и модели, инфраструктура и сервисы, продукты и проекты, организационная культура и принципы взаимодействия:
- «Люди и компетенции»: непрерывное развитие актуальных для реализуемых проектов компетенций и формирование клиентоцентричного мышления - глубинного осознания своей собственной роли и цели в процессе внедрения изменений, помимо ориентации деятельности на заказчиков и потребителей.
- «Процессы»: своевременную и качественную инвентаризацию цифровой трансформации, непрерывное совершенствование существующих процессов для улучшения клиентского опыта и снижения затрат, а также внедрение новых процессов, необходимых для реализации деятельности с применением новых технологий.
- «Данные и модели»: разработка системы сбора, обработки и аналитики данных, выявление на их основе паттернов и построение прогностических моделей с дальнейшим внедрением для поддержки принятия управленческих решений.
- «Инфраструктура и сервисы»: комплексная разработка, тестирование и эксплуатация IT-решений на базе комбинации собственной и облачной инфраструктуры, релевантной ожидаемым нагрузкам и трансформационным эффектам.
- «Продукты и проекты»: формирование ценности на каждом этапе разработки и пилотирования прорывных технологий, а также применение итеративного подхода с постоянным анализом результатов и корректировкой планов реализации в режиме реального времени.
- «Культура и взаимодействие»: формирование, развитие и поддержание в актуальном состоянии корпоративной культуры и модели управления текущими процессами, а также выстраивание системы преодоления сопротивления изменениям.

Включение обозначенных направлений и ключевых целей в стратегии цифровой трансформации в совокупности с наличием навыков по применению релевантных инструментов по каждому из обозначенных направлений является основой для эффективного внедрения прорывных технологий и кратного роста производительности труда.

## Цифровая зрелость
Цифровая зрелость — это показатель цифрового развития организации или отрасли, характеризующий уровень её цифровой трансформации. Комплексная оценка цифровой зрелости — многоуровневое исследование организации, позволяющее оценить потенциал её роста, выявить зоны развития и разработать индивидуальную стратегию цифровой трансформации. 
Министерством цифрового развития в 2020 году разработана общая методика расчёта показателя цифровой зрелости, ожидается появление таких индикаторов по отдельным отраслям. Цифровая зрелость отрасли определяется количеством специалистов, использующих в своей работе ИТ-продукты, и объёмом отраслевых вложений в использование и внедрение цифровых решений.